# Où aller
"Où aller" ("Onde ir") foi a canção que representou a França no Festival Eurovisão da Canção 1998 que teve lugar em Birmingham, Inglaterra, no Reino Unido, em 9 de maio desse ano.
A referida canção foi interpretada em francês por  Marie Line. A referida canção foi a terceira canção a ser interpretada na noite do festival, a seguir à canção da Grécia "Mia Krifi Evesthisia", interpretada pela banda Thalassa e antes da canção da Espanha "¿Qué voy a hacer sin ti?", cantada por  Mikel Herzog. Terminou a competição em 24.º lugar e penúltimo lugar, tendo recebido apenas 3 pontos (2 pontos da Macedónia e 1 do Chipre). Foi a pior classificação de sempre para a França no Festival Eurovisão da Canção. No ano seguinte, em 1999, a França foi representada com a canção "Je veux donner ma voix", interpretada por Nayah. 

## Autores
- Letrista: Jean-Philippe Dary, Marie Line, Moïse Crespy, Micaël Sene
- Compositor: Jean-Philippe Dary, Marie Line, Moïse Crespy, Micaël Sene
- Orquestrador: Martin Koch

## Letra
A canção é um número de uptempo, com Line falando sobre alguém que parece não ter nem direção e precisa de ter  esperança. 